# Caldeira Tengger
Pour les articles homonymes, voir Tengger.
La caldeira Tengger est située sur l'île de Java dans la province de Java oriental en Indonésie.

## Géographie
La dépression d'origine volcanique de seize kilomètres de diamètre contient plusieurs cônes volcaniques actifs dont le Bromo et le Batok. La caldeira est incluse dans le parc national de Bromo-Tengger-Semeru.

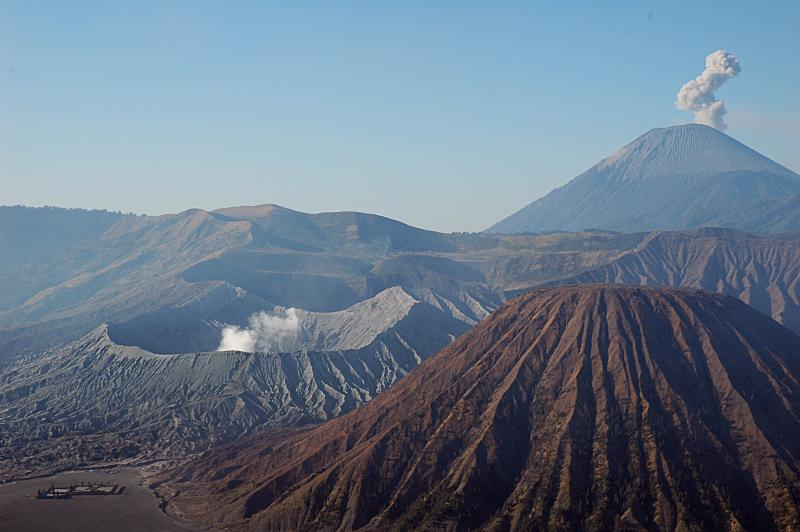
Vue de la caldeira Tengger.
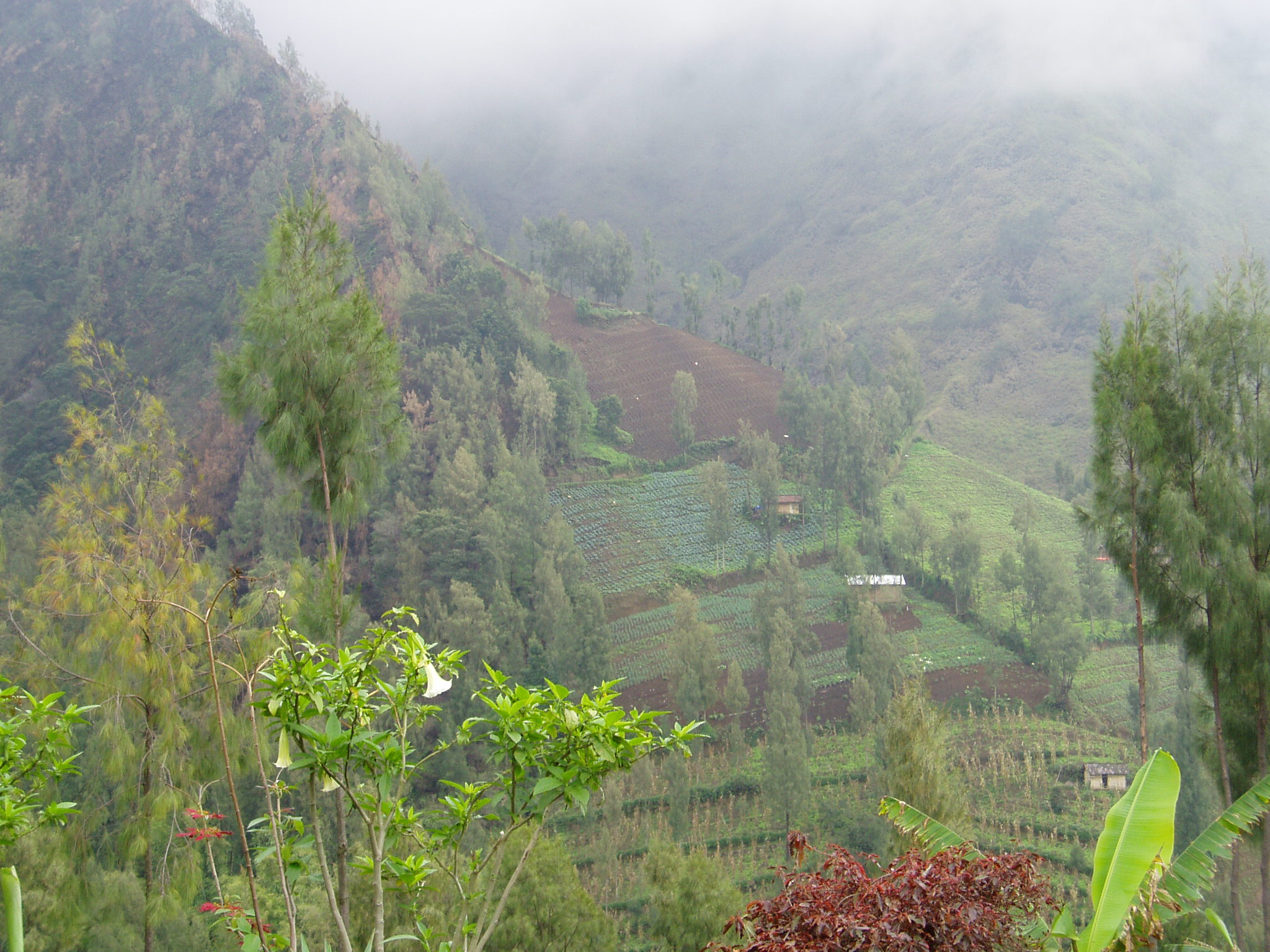
Cultures sur les pentes de la caldeira.
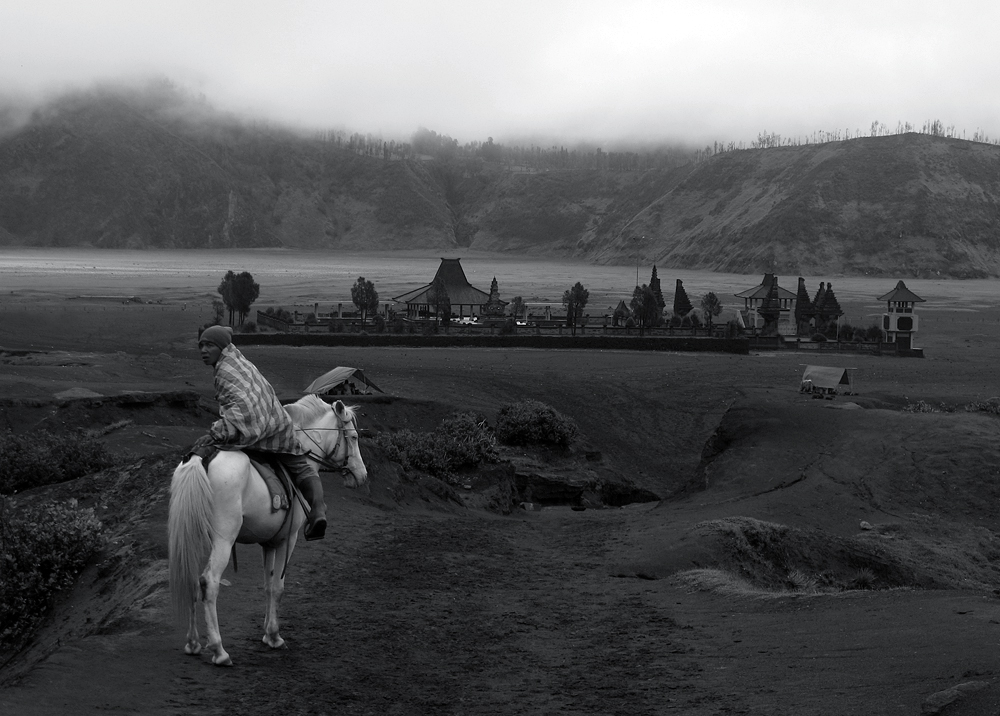
Temple hindouiste dans la caldeira Tengger.
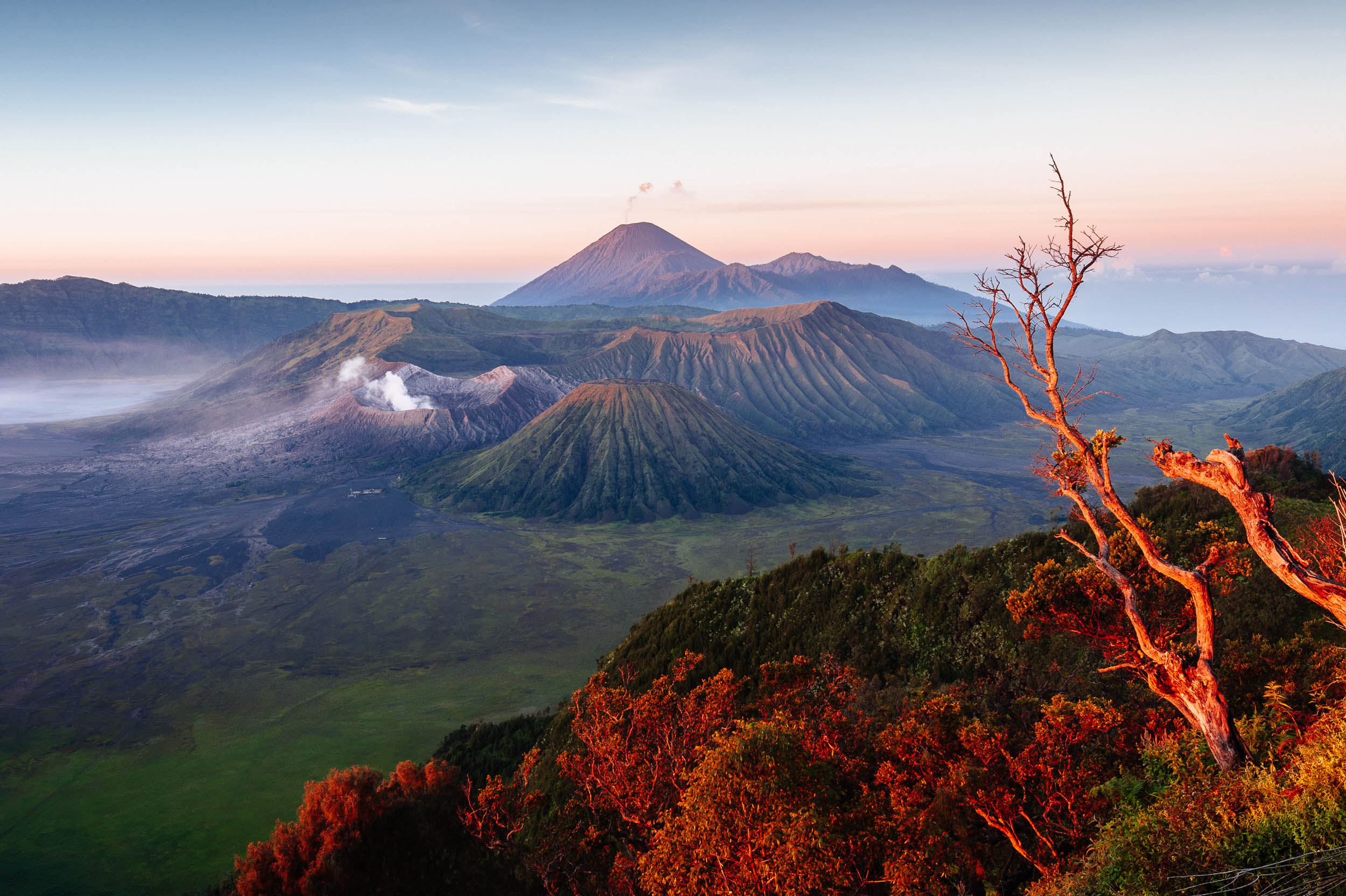
Caldeira du Tengger au lever du jour.
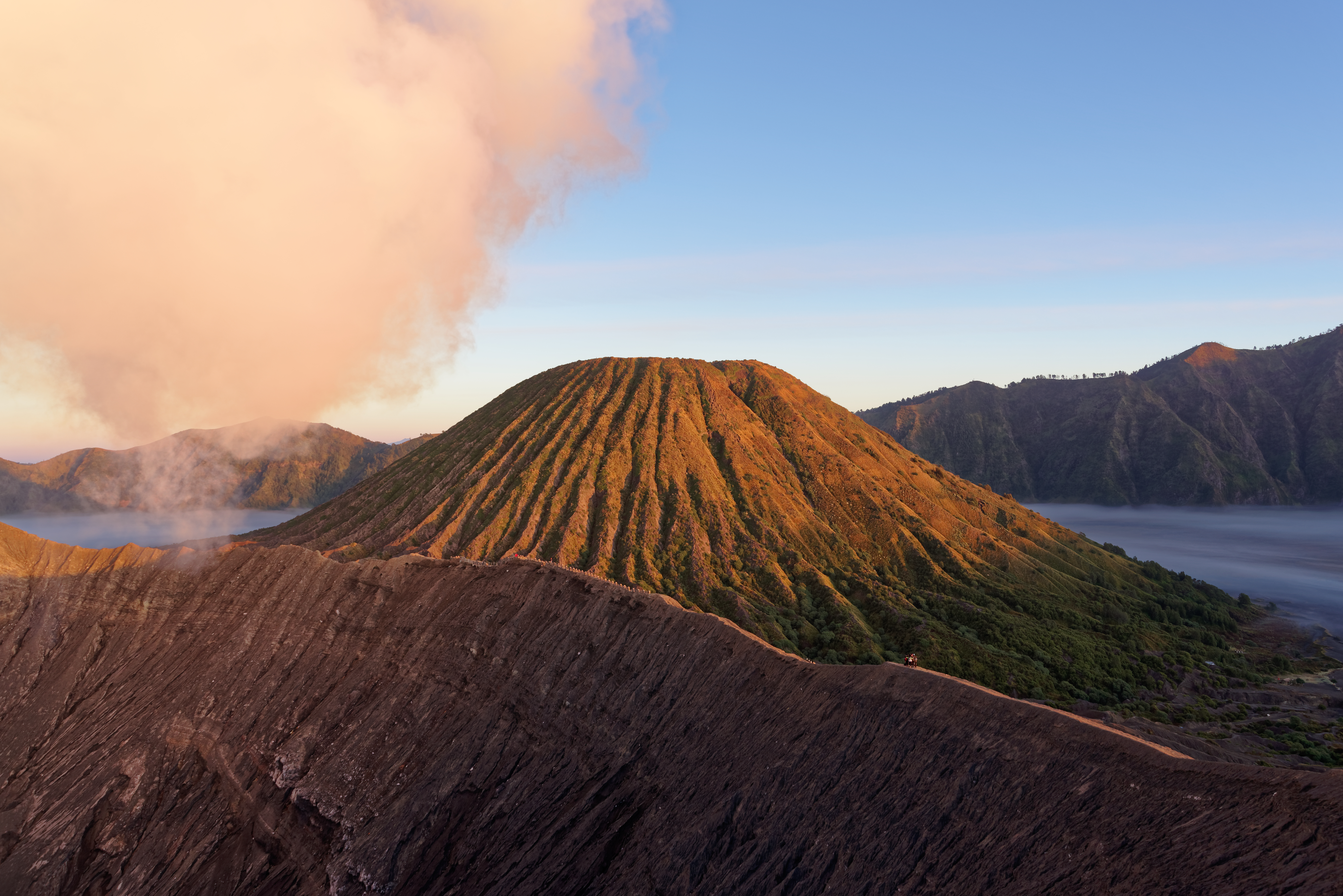
Vue du Gunung Batok (id) depuis le volcan Bromo, dans la caldeira Tengger.